# Меццорамия (Титан)
Меццорамия (итал. Mezzoramia) — тёмная деталь альбедо на поверхности самого большого спутника Сатурна — Титана.

## География
Структура находится в южном полушарии спутника. Координаты центра — 70° ю. ш. 0° в. д. / 70° ю. ш. -0° в. д.. На севере от неё находится светлая местность Цегихи, а на юго-западе два лабиринта спутника — лабиринт Сикун и лабиринт Эказ (где последний — самый крупный на Титане). Неподалёку от данной местности, на западе, находятся каналы Келадон. Местность была обнаружена на переданных снимках космического аппарата «Кассини».

## Эпоним
Названа именем оазиса счастья в Африке из итальянской легенды. Название было утверждено Международным астрономическим союзом в 2006 году.